# Casal de Cinza
Casal de Cinza ist eine Gemeinde (Freguesia) im portugiesischen Kreis Guarda. In ihr leben 483 Einwohner (Stand 19. April 2021).